# L. Onerva

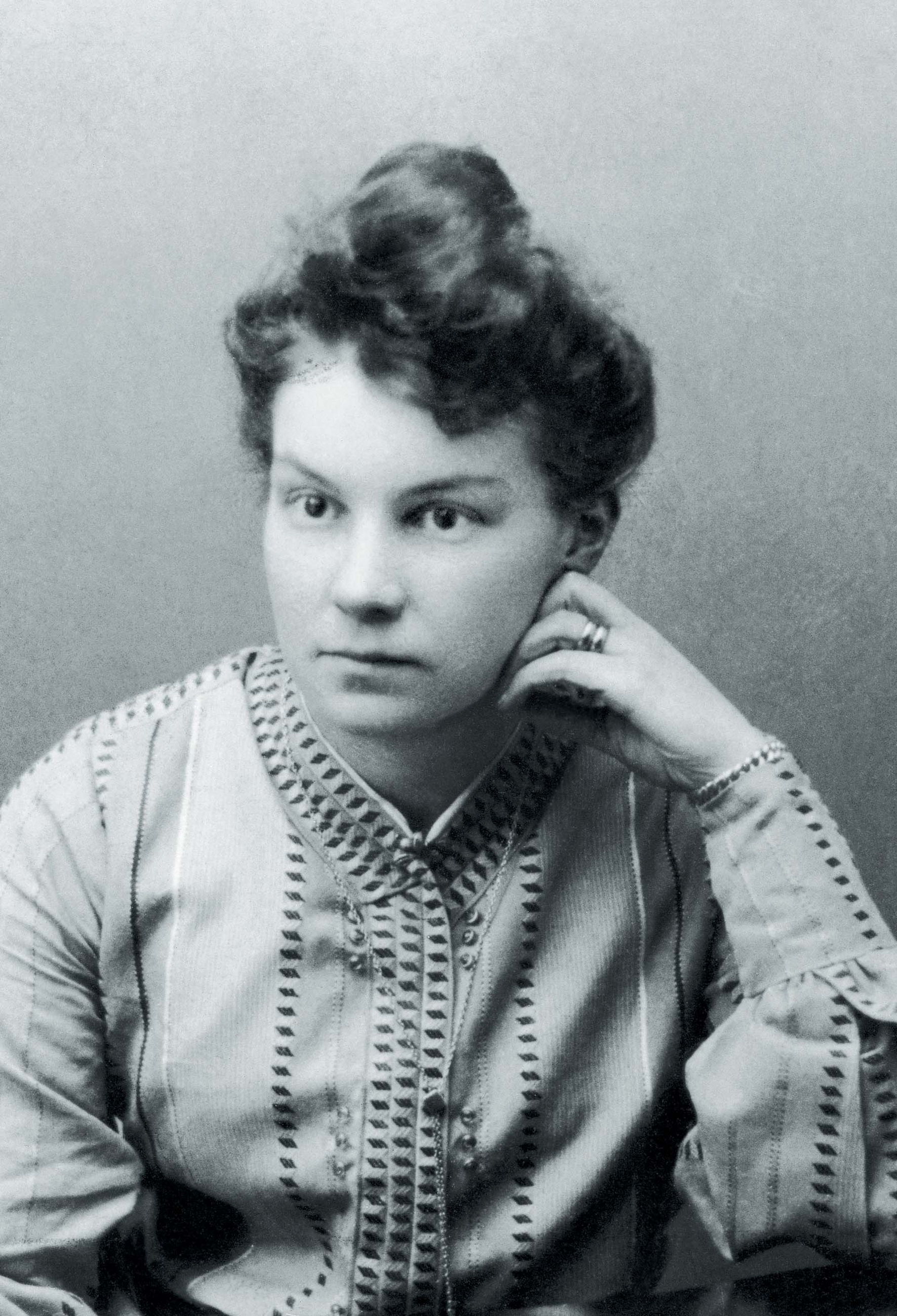
L. Onerva (1907)

L. Onerva (geboren 28. April 1882 in Helsinki als Hilja Onerva Lehtinen, verh. Madetoja; gestorben 1. März 1972 ebenda) war eine finnische Schriftstellerin und Übersetzerin. 
Onervas Vater war Johan Lehtinen, ein Angestellter in einer Holzhandelsfirma. Die Mutter Serafina wurde in eine psychiatrische Anstalt eingewiesen, als Onerva sechs Jahre alt war und verbrachte ihr restliches Leben dort. Onerva wuchs unter der Obhut ihres Vaters und der Großeltern auf. Die Familie lebte zeitweise in Karhula, ab 1900 in Kotka und ab 1905 in Syväsalmi. Nach der Schule begann sie ein Lehramts-Studium, welches sie 1902 abschloss. Sie setzte ihr Studium an der Universität Helsinki fort, Auslandsaufenthalte führten sie nach Paris, Florenz, Rom und Dresden. Zu einer geplanten Dissertation über die Kunst des Rokoko in Frankreich sollte es nicht kommen. 1905 heiratete sie den Forstverwalter Väinö Streng, die Ehe hielt nur wenige Jahre.
Schon während ihrer Schulzeit begann Onerva, Gedichte zu schreiben, aber erst 1904 erschien ihr Erstlingswerk Sekasointuja. Ihren Künstlernamen L. Onerva wählte sie aufgrund einer Empfehlung des Dichters Juhani Heikki Erkko. 
Eine bedeutende Rolle in Onervas Leben spielte der Schriftsteller Eino Leino. Sie hatte ihn bereits 1902 kennengelernt, aber erst 1907 verfestigte sich ihre Freundschaft. Sie galt als Muse  Leinos, beide arbeiteten auch immer wieder zusammen. 1932 veröffentlichte Onerva Leinos Biographie. Neben ihrer schriftstellerischen Tätigkeit veröffentlichte Onerva in verschiedenen finnischen Publikationen, so verfasste sie Kunst- und Literaturkritiken im Uusi Päivä oder im Helsingin Sanomat und schrieb für Leinos Magazin Sunnuntai. Darüber hinaus übersetzte sie Werke französischer Autoren wie Voltaire, Honoré de Balzac, Anatole France, Paul Bourget, François Mauriac, und Henri Barbusse in die finnische Sprache.
1913 heiratet Onerva den Komponisten Leevi Madetoja.
Seit Ende der 1920er Jahre verschlechterte sich der Gesundheitszustand Onervas zusehends. Psychische Probleme, aber auch Alkoholmissbrauch machten ihr zu schaffen und führten zu wiederholten Krankenhausaufenthalten. 1942 wurde sie, gegen ihren Willen, in die psychiatrische Klinik in Nikkilä, einem Ortsteil von Sipoo eingewiesen. Dies wäre medizinisch nicht notwendig gewesen, aber der Leiter der Klinik, ein Freund von Madetoja, wollte Onerva ein Refugium einrichten, in dem sie ungestört arbeiten konnte. In der Tat verfasste Onerva in dieser Zeit nahezu manisch Gedicht um Gedicht. Nach dem Tode ihres Mannes 1947 wurde sie aus der Klinik entlassen.
Auch in den Folgejahrzehnten blieb sie weiterhin äußerst produktiv, ihr wird ein Werk von rund 100.000 Gedichten zugeschrieben. Nachdem ihre Sehkraft zunehmend nachgelassen hatte, hörte sie 1963 mit dem Schreiben auf. Sie verstarb am 1. März 1972 im Alter von 90 Jahren.